# Ludovico II de Torres
Ludovico II de Torres (anche menzionato in spagnolo come Luis II de Torres; Malaga, 6 novembre 1533 – Roma, 31 dicembre 1584) è stato un arcivescovo cattolico, diplomatico e giurista spagnolo.
In alcuni documenti viene indicato come Ludovico de Torres I per distinguerlo dal nipote omonimo che gli succedette quale titolare dell'arcidiocesi di Monreale.

## Biografia
Nacque a Malaga il 6 novembre del 1533. Era figlio del regidor Juan de Torres e della sua consorte Catalina
de la Vega. Studiò presso la prestigiosa Escuela de Gramática della cattedrale di Malaga, presso la quale ebbe come insegnante Juan de Valencia. Nel 1552 fu chiamato a Roma dallo zio, l'arcivescovo di Salerno Luis de Torres. 
Nel 1560 fu nominato chierico presidente della Camera apostolica in sostituzione di Alessandro Campeggi, vescovo di Bologna che era stato promosso al cardinalato. 
Ludovico ebbe una significativa carriera in ambito diplomatico. In virtù delle sue qualità Pio V lo scelse nel 1570 quale ambasciatore della Santa Sede accreditato presso la corte spagnola di Filippo II e quella portoghese di Sebastiano I. La missione diplomatica si concluse con un'alleanza tra la corona spagnola, la repubblica di Venezia e la Santa Sede, dando vita alla Lega Santa in funzione anti-ottomana. Il rilevante ruolo svolto da Ludovico de Torres fu oggetto dell'encomio del poeta cortigiano Juan Verzosa y Ponce de León.
Nel 1577 il Papa gli affidò un'altra missione diplomatica, inviandolo a Malta per la consacrazione della nuova chiesa edificata su iniziativa del Grande Maestro dell'Ordine degli Ospitalieri di San Giovanni di Gerusalemme Jean de la Cassiere. Tale chiesa sarebbe dovuta essere il tempio principale dell'Ordine. Il 20 gennaio del 1578 si svolse la cerimonia di consacrazione. Nel maggio del 1579 troviamo Ludovico nuovamente a Malta quale negoziatore nelle dispute tra il Grande Maestro e il vescovo locale. Nonostante ricevesse un'accoglienza fastosa, Ludovico non riuscì ad ottenere risultati significativi. 
Il 30 ottobre del 1573 Filippo II lo propose per l'arcivescovato di Monreale, una ricchissima diocesi. Nel frattempo nel dicembre dello stesso anno veniva eletto pontefice Gregorio XIII, da tempo in rapporti di amicizia con Ludovico. Gregorio nella bolla Pastoralis Officii promulgata nello stesso anno lo elogiò per la sua abilità diplomatica e per la sua fedeltà al soglio papale. 
Ludovico venne consacrato arcivescovo il 31 dicembre del 1573. L'8 gennaio gli venne concesso il pallio e l'11 gennaio prese formalmente possesso della diocesi. Fece il suo ingresso trionfale a Monreale il primo maggio del 1574. Il 20 maggio del 1574 vi tenne la sua prima messa, con grande concorso di fedeli e vendita di indulgenze. Successivamente convocò un sinodo diocesano, le cui costituzioni vennero pubblicate nel 1575. Questo sinodo ebbe un ruolo essenziale nel recepimento nella diocesi delle risoluzioni del concilio di Trento. Ludovico aprì inoltre la diocesi alle attività dell'Ordine dei frati minori cappuccini. 
Ludovico promosse importanti opere di restauro della cattedrale di Monreale e nel 1578 ordinò la traslazione dei resti mortali di re Guglielmo II di Sicilia, "il Buono", dalla sua originaria umile tomba in mattoni in un nuovo sepolcro di marmo con finiture in oro sovrastato da una piramide recante le insegne reali e quelle dell'arcivescovo. Ampliò e restaurò inoltre il palazzo arcivescovile di Monreale senza risparmio, abbellendolo con diversi affreschi. Nel 1580 iniziò la costruzione della nuova chiesa dei Cappuccini e promosse la costruzione di una strada tra Palermo a Monreale. 
Anche la città di origine Malaga venne beneficiata da Ludovico. In virtù del successo ottenuto con la creazione della Lega Santa il Papa gli aveva concesso le indulgenze per la cappella di famiglia nel convento francescano di San Luis el Real (oggi scomparso). I genitori di Ludovico già avevano iniziato le pratiche per l'edificazione del convento sulla collina di Miraflores per il quale avevano acquistato i terreni necessari, ma alla loro morte nel 1582 furono i figli (Ludovico e il fratello Alonso) a continuare tale iniziativa, ottenendo infine nel 1584 l'autorizzazione necessaria dal commissario generale dell'ordine, iniziando subito dopo immediatamente i lavori.  
Nel periodo passato nella penisola iberica tra il 1570 e il 1572, nel corso dei suoi spostamenti tra Cordoba, Siviglia e il Portogallo, Ludovico fece brevemente visita a Malaga nel 1570. In tale circostanza egli fece diverse donazioni a favore della fondazione del locale collegio gesuitico (Colegio de San Sebastián), del quale può essere considerato tra i più importanti promotori, assieme al vescovo Francisco Blanco de Salcedo. Ludovico apportò inoltre al collegio una donazione di mille ducati con i quali vennero acquistati un terreno e una fornace adiacenti al collegio e necessari per l'ampliamento dello stesso. In occasione della visita a Malaga del 1570 egli visitò inoltre i genitori e alcuni vecchi amici. Al suo vecchi maestro, il letterato Juan de Valencia, del quale era stato alunno presso l'Estudio de Gramática della Cattedrale, regalò numerose monete antiche, che furono poi oggetto degli scritti del Valencia noti come "Scholia in Andreae Alciati Emblemata".  

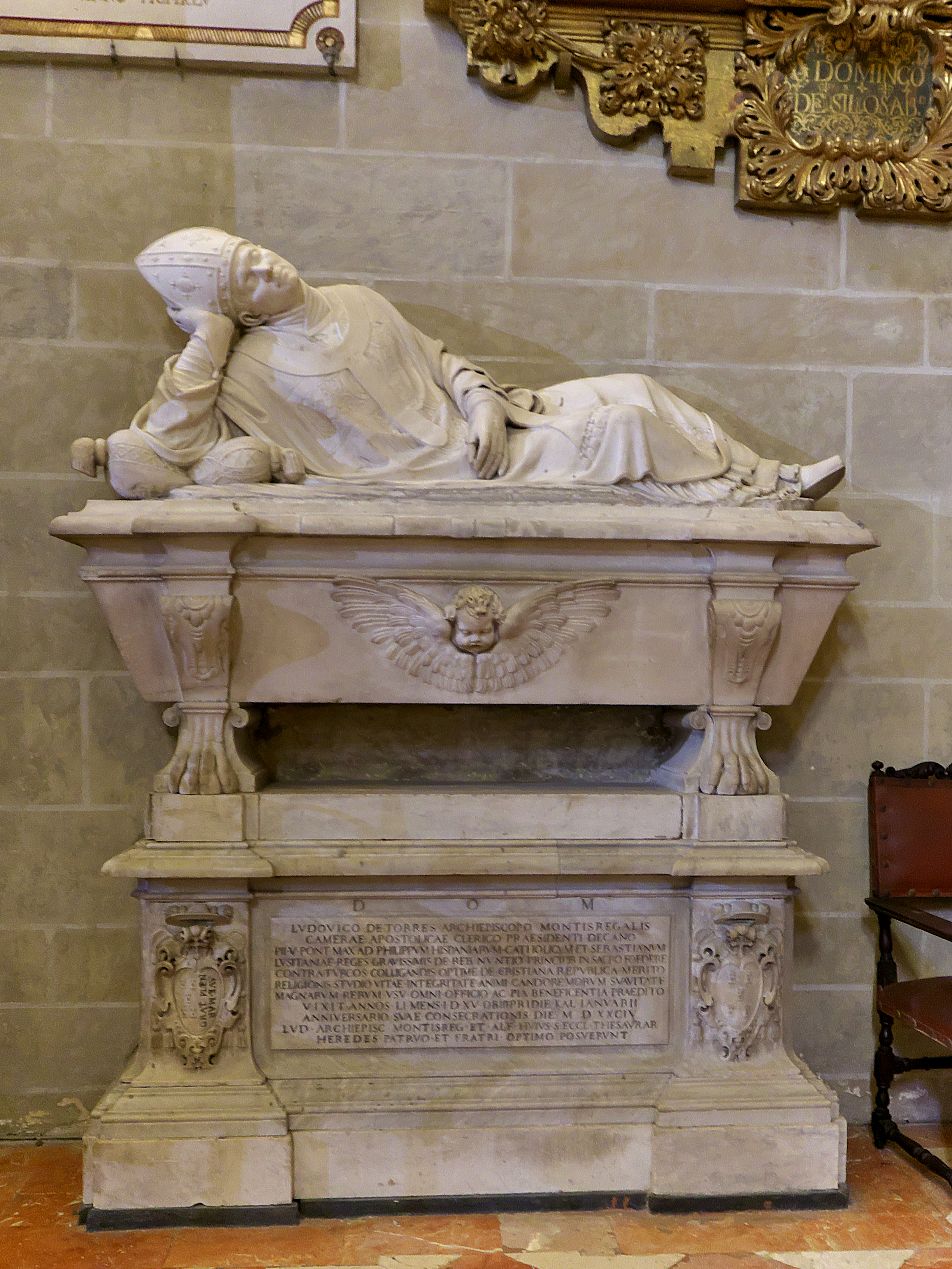
Sepolcro di Luis (Ludovico) de Torres nella cattedrale di Malaga.

Nel 1583, sentendosi in cattiva salute, Ludovico rientrò a Roma e ivi morì nel 1584. Venne sepolto nella chiesa di Santa Caterina dei Funari, della quale era peraltro già stato benefattore, nella cappella di famiglia che vi aveva eretto. A Monreale venne inviata una lapide di marmo giallo recante un epitaffio e una identica lapide venne posta nella cattedrale di Malaga presso la capilla de San Francisco nella quale venne più tardi traslata la salma in un sepolcro eretto su iniziativa del nipote Ludovico III de Torres.

## Genealogia episcopale
La genealogia episcopale è:
- Cardinale Marcantonio Maffei
- Arcivescovo Ludovico II de Torres